# باکلا (بنگلادش)
باکلا (به لاتین: Bakla) یک روستا در بنگلادش است که در استان باریسال و در ناحیه باریسال واقع شده است.